# De Hoanne
De Hoanne (Fries voor De Haan) is een monument ter herinnering aan de Tweede Wereldoorlog.

## Beschrijving
Het monument bestaat uit een tien meter hoge bakstenen zuil, bekroond met een bronzen beeld van een haan. De haan werd gemaakt door beeldhouwer Willem Valk. Het dier staat in een gevechtshouding, als symbool van "de drang naar vrijheid van het Nederlandse volk en zijn bereidheid om die vrijheid tot elke prijs te verdedigen".
Bij de onthulling op 5 september 1951 waren onder meer aanwezig Frederik Tjaberings, burgemeester van Wymbritseradeel, de weduwe van de in de oorlog omgekomen burgemeester Van Haersma Buma en kolonel Fiedeldy, commandant van de Vliegbasis Leeuwarden. Commissaris van de Koningin  Linthorst Homan onthulde het monument door een doek weg te nemen, waarna een plaquette in de zuil zichtbaar werd. Op de plaquette staat het gemeentewapen van Wymbritseradeel afgebeeld met daaronder een tekst in het Fries 

1940-1945
De fûle striid, 
tsjin fijâns wrede hân,
 brocht ús in nije dei 
foar folk en lân

Het monument stond aanvankelijk even buiten Folsgare langs de Rijksweg 43 (nu A7). Door een verdubbeling van de weg moest het in 1972 worden verplaatst en werd het opnieuw opgericht nabij Tjalhuizum.